# John Fogerty
John Cameron Fogerty (Berkeley, Califórnia, 28 de maio de 1945) é um cantor, guitarrista e compositor norte-americano, fundador e ex-líder da banda de country rock Creedence Clearwater Revival. É considerado um dos maiores e mais influentes guitarristas e compositores da história do rock'n roll mundial.

## Creedence Clearwater Revival
John Cameron Fogerty e o seu irmão, Tom Fogerty, formaram uma banda no final dos anos 1950 que se chamava Tommy Fogerty and the Blue Velvets e em meados dos anos 1960 trocaram de nome para The Golliwogs.
Em 1968, já com o nome de Creedence Clearwater Revival, a banda editou o seu primeiro álbum que continha o grande êxito, Suzie Q.
Em 1971, devido a tensões entre ambos, Tom deixa o grupo. John tenta manter o grupo unido que ainda edita mais um álbum com o título de Mardi Gras que seria no entanto, o último.
Em 2003, a Revista Rolling Stone incluíu John Fogerty no nº 40 da sua lista dos melhores guitarristas de todos os tempos

## Carreira solo
John Fogerty iniciou carreira solo originalmente com o nome de Blue Ridge Rangers para seu álbum de estreia1973 onde ele tocou todos os instrumentos e gravou versões de hits tais como "Jambalaya" (que entrou nos Top 40 hits). John Fogerty foi lançado em 1975. As vendas foram fracas e problemas legais atrasaram uma sequência, embora dois hits alacançaram relativo sucesso, "Rockin' All Over The World", posteriormente gravado com muito mais sucesso pelo Status Quo, e "Almost Saturday Night", posteriormente um relativo sucesso no Reino Unido gravado por Dave Edmunds. Neste período o ex-empresário do Creedence Clearwater Revival em interesse dos antigos membros, entrou com um processo contra Fogerty, acusando que suas composições em sua carreira solo soavam muito parecidas com suas composições na época do Creedence.
A carreira solo de Fogerty emergiu com força total em 1985 com Centerfield, que foi para o topo das paradas e incluiu um TOP dez hit com "The Old Man Down The Road" e a faixa título frequentemente tocada em rádios classic rocks e em jogos de baseball. Mas este álbum não saiu imune de controvérsias judiciais também; duas canções neste álbum,"Zanz Can't Dance" e "Mr. Greed" foram supostos ataques de Fogerty para com seu ex-chefe na gravadora Fantasy Records, Saul Zaentz. Quando Zaentz respondeu com um processo, Fogerty lançou uma versão revisada de "Zanz Can't Dance" (alterando o nome do personagem na música para Vanz). Outro processo afirmava que "The Old Man Down The Road" partilhava do mesmo refrão de "Run Through The Jungle" (canção de Fogerty dos tempos do Creedence). Fogerty definitivamanete ganhou a causa quando ele provou que as canções eram composições distintas. Levando seu violão para junto às testemunhas, ele tocou trechos de ambas as canções, demonstrando que muitos compositores (incluído ele mesmo) têm estilos distintos que podem fazer diferentes composições soarem parecidas para pessoas com ouvidos menos treinados para notar as diferenças.
A sequência foi Eye of the Zombie em 1986, que foi de menor sucesso. Em 1993,seu ex-grupo Creedence Clearwater Revival foi introduzido no Rock and Roll Hall of Fame, mas Fogerty recusou tocar com seus ex-colegas, assim se vingando contra eles por terem se aliado à Fantasy Records em suas disputas judiciais. Ele se isolou até retornar em 1997 com Blue Moon Swamp.
Ele obteve muito sucesso com sua turnê em 1998 pelos Estados Unidos e Europa. Ele também lançou um álbum ao vivo desta turnê chamado Premonition.
Em 2004 John Fogerty lançou Deja Vu (All Over Again). A revista Rolling Stone escreveu: "A faixa título é uma forte crítica em relação à Guerra do Iraque como sendo outra Guerra do Vietnam, uma prepotência sem sentido do poder estadunidense. Neste álbum, Fogerty  apertou dez canções em somente 34 minutos. O disco conta, na faixa "Nobody's Here Anymore", com a participação na guitarra de Mark Knopfler, ex-Dire Straits.
Em Outubro de 2004 John Fogerty apareceu na turnê "Vote for Change", tocando em uma série de concertos pela América.  Estes concertos foram organizados pela MoveOn.org com a intenção de mobilizar as pessoas para votar em John Kerrye contra George W. Bush na campanha presidencial daquele ano. Os números de Fogerty foram tocados com Bruce Springsteen and the E Street Band.
A venda da Fantasy para a Concord Records em2004 terminaram com o trigésimo ano de disputa judicial entre Fogerty e sua ex-gravadora, quando os novos donos se propuseram a pagar os direitos dos royalties que Fogerty tinha aberto mão para poder sair de seu contrato com a Fantasy em meados dos anos 1970. Em Setembro de 2005, Fogerty retornou à Fantasy Records. O primeiro álbum lançado em novo contrato com a Fantasy contract foi The Long Road Home,   uma compilação em CD combinando seus sucessos com o Creedence, hits com seu material em carreira que foi lançado em November 1, 2005. Em 2007 foi lançado o álbum Revival na qual lembra os tempos do Creedence, destaques para "Don't You Wish It Was True, Gunslinger e Long Dark Night".
Em 2009 lançou o álbum "The Blue Ridge Rangers: Rides Again ",trazendo como destaque as faixas:"I'll be There","Change in the Weather" (única composição sua no disco) e "When Will I Be Loved".

## Discografia

### Creedence Clearwater Revival
- 1968: Creedence Clearwater Revival
- 1969: Bayou Country
- 1969: Green River
- 1969: Willy and the Poor Boys
- 1970: Cosmo's Factory
- 1970: Pendulum
- 1972: Mardi Gras

Publicados sem o consentimento de John Fogerty:
- 1973: Creedence Gold
- 1973: More Creedence Gold
- 1973: Live in Europe
- 1976: Chronicle, Vol. 1
- 1980: The Concert
- 1986: Chronicle, Vol. 2

### Carreira solo
- 1973: Blue Ridge Rangers
- 1975: John Fogerty
- 1976: Hoodoo (não publicado)
- 1985: Centerfield
- 1986: Eye of the Zombie
- 1997: Blue Moon Swamp
- 1998: Premonition
- 2004: Deja Vu
- 2005: The Long Road Home: The Ultimate John Fogerty – Creedence Collection
- 2006: The Long Road Home: In Concert
- 2007: Revival
- 2009: The Blue Ridge Rangers: Rides Again
- 2013: Wrote a Song for Everyone